# Aero HC-2 Heli Baby
L'Aero HC-2 Heli Baby era un elicottero biposto prodotto dall'azienda cecoslovacca Aero Vodochody s.a. negli anni cinquanta.

## Descrizione tecnica
L'HC-2 era elicottero leggero dotato di un rotore principale tripala e di un rotore di coda a due pale. La struttura era in semimonoscocca metallica con cabina di pilotaggio a due posti affiancati dotata di finestratura in plexiglas e paratie laterali aperte. Posteriormente la trave di coda si estendeva verso l'alto collegandosi tramite un giunto alla trasmissione proveniente dal motore posizionato a vista dietro alla cabina e terminava con il rotore di coda posto all'apice ed una deriva inferiore che aveva anche la funzione di pattino d'appoggio per preservare il rotore di coda stesso. Il carrello d'atterraggio era triciclo anteriore e dotato di ruote ammortizzate di piccolo diametro.

## Utilizzatori
Cecoslovacchia
- Češkoslovenske Vojenske Letectvo